# Journal of Pharmaceutical and Biomedical Analysis
Das Journal of Pharmaceutical and Biomedical Analysis, abgekürzt J. Pharm. Biomed. Anal., ist eine wissenschaftliche Fachzeitschrift, die vom Elsevier-Verlag veröffentlicht wird. Die Zeitschrift wird von der American Association of Pharmaceutical Scientists unterstützt. Sie erscheint mit 18 Ausgaben im Jahr. Es werden Arbeiten veröffentlicht, die sich mit dem Gebiet der pharmazeutischen Analytik beschäftigen.
Der Impact Factor lag im Jahr 2019 bei 3,209. Nach der Statistik des ISI Web of Knowledge wurde das Journal 2014 in der Kategorie Pharmakologie und Pharmazie an 81. Stelle von 254 Zeitschriften und in der Kategorie analytische Chemie an 16. Stelle von 74 Zeitschriften geführt.